# Tertry
Tertry è un comune francese di 187 abitanti situato nel dipartimento della Somme nella regione dell'Alta Francia.
Nel 687 vi si svolse un'importante battaglia tra le forze dell'Austrasia di Pipino II da un lato e quelle di Neustria e Borgogna dall'altro.

## Società

### Evoluzione demografica
Abitanti censiti